# Gulf Breeze
Pour les articles homonymes, voir Breeze.
Gulf Breeze est une ville de l'État de Floride, située dans le comté de Santa Rosa, aux États-Unis. Elle se trouve au bout de la péninsule de Fairpoint (en), dans la banlieue de Pensacola. Selon le Bureau du recensement des États-Unis, la population de Gulf Breeze était de 5 763 habitants en 2010.

## Histoire
En 1559, le conquistador espagnol Tristán de Luna arrive sur la baie de Pensacola avec 500 soldats espagnols, et établit une colonie. Ils partent cependant rapidement à cause du développement de nombreuses maladies et de l'hostilité des Indiens. D'autres Européens arrivent cependant par la suite. Ainsi, à la fin des années 1700, les Britanniques occupent la péninsule et la nomment Town Point.
Au début des années 1930, la construction de ponts reliant Pensacola à Gulf Breeze, et Gulf Breeze à Pensacola Beach est achevée, tout comme celle de l'U.S. Route 98. 
Le nom de Gulf Breeze est adopté en 1936 quand la Gulf Breeze Cottages ouvre un bureau de poste.
La réserve naturelle Naval Live Oaks Reservation a été le théâtre de la première expérience de « ferme forestière », établie par le président John Quincy Adams en 1828. Le but était de prodiguer à la Navy des matériaux bruts pour la construction de navires dans la région.

## Géographie
Selon le Bureau du recensement des États-Unis, le territoire de la ville s'étend sur 61 km², dont 12,3 km² de terre et 49 km² (soit 79,79 %) d'eau.
L'étalement de la ville en elle-même est restreint, Gulf Breeze étant entourée par trois grandes étendues d'eau. De plus, la partie Est est occupée par la Naval Live Oaks Reservation (en), une réserve naturelle de 1329 hectares. De ce fait, l'extension de la ville ne peut se faire qu'à l'Est, le long de la U.S. Route 98.

## Climat
| Mois                                  | jan.     | fév.     | mars    | avril   | mai     | juin    | jui.    | août    | sep.    | oct.    | nov.    | déc.     |
| ------------------------------------- | -------- | -------- | ------- | ------- | ------- | ------- | ------- | ------- | ------- | ------- | ------- | -------- |
| Température minimale moyenne (°C)     | 6        | 8        | 11      | 14      | 19      | 23      | 24      | 23      | 21      | 16      | 11      | 7        |
| Température moyenne (°C)              | 11       | 13       | 16      | 19      | 24      | 27      | 28      | 28      | 26      | 21      | 16      | 12       |
| Température maximale moyenne (°C)     | 16       | 18       | 21      | 24      | 28      | 32      | 32      | 32      | 31      | 26      | 21      | 17       |
| Record de froid (°C) date du record   | −15 1985 | −11 1951 | −6 1980 | 1 1987  | 7 1960  | 13 1984 | 16 1967 | 16 2004 | 6 1967  | 0 1993  | −6 1950 | −12 1989 |
| Record de chaleur (°C) date du record | 27 1949  | 28 1972  | 30 2000 | 36 1987 | 39 1953 | 39 2009 | 41 1980 | 40 1986 | 37 1997 | 35 1951 | 31 1959 | 27 1978  |
| Précipitations (mm)                   | 117,6    | 133,1    | 147,6   | 109,7   | 106,2   | 167,6   | 188,2   | 171,7   | 151,9   | 133,1   | 120,1   | 115,6    |

### Les ouragans
De 1995 à 2005, Gulf Breeze a durement été touché, et à de nombreuses reprises, par plusieurs ouragans. En 1995, les ouragans Erin et Opal s'abattent juste au sud de la ville. Alors qu'Erin ne cause que de légers dégâts, Opal devaste une grande partie des communautés proches de Pensacola Beach et de Navarre Beach. Neuf ans plus tard, en 2004, l'ouragan Ivan se déchaine à l'ouest de Gulf Breeze, détruisant de nombreuses maisons et commerces. En 2005, l'ouragan Dennis s'abat à l'est de la ville, causant également d'importants dégâts.

## Démographie
| 1970  | 1980  | 1990  | 2000  | 2010  | - |
| ----- | ----- | ----- | ----- | ----- | - |
| 4 190 | 5 478 | 5 530 | 5 665 | 5 763 | - |

## Personnalités
- Abigail Spencer, actrice.

## Intérêt
Gulf Breeze connut une certaine renommée en 1987, grâce à l'observation de nombreux OVNI dans les environs.
La ville détient également un zoo : il s'agit d'un parc de 50 hectares abritant des centaines d'animaux et proposant des visites en petit train, ainsi qu'une promenade sur une passerelle surplombant les animaux en liberté. 
Gulf Breeze reçut aussi une exposition médiatique à la suite de l'instauration d'un programme permettant à des volontaires de conduire des voitures de police dans la ville, afin de signaler des infractions routières aux policiers. Ces volontaires sont préalablement entraînés à utiliser une radio et à appliquer les premiers soins. Ils n'ont cependant pas le pouvoir de procéder à des arrestations ou d'arrêter le trafic.